# Corrado Fortuna
Corrado Fortuna (Palermo, 31 marzo 1978) è un attore, regista, conduttore televisivo e scrittore italiano.

## Biografia
Debutta nel 2002 con il ruolo del protagonista Tanino nel film My Name Is Tanino, regia di Paolo Virzì, del quale è poi assistente alla regia per il film Caterina va in città del 2003, anno in cui è sul grande schermo anche come protagonista dell'opera prima di Franco Battiato, Perdutoamor. Grazie alla sua interpretazione in My Name Is Tanino e Perdutoamor, nel 2004 vince il Premio Guglielmo Biraghi. Nello stesso anno ha un ruolo nel film Alla luce del sole, regia di Roberto Faenza, con Luca Zingaretti.
Dopo l'apparizione su Rai 1 nella miniserie televisiva Cefalonia (2005), regia di Riccardo Milani, in cui è protagonista con Luisa Ranieri e nuovamente con Luca Zingaretti, nel 2006 torna al cinema come protagonista di Agente matrimoniale di Christian Bisceglia. Nel 2008 continua ad alternare ruoli cinematografici e televisivi con il film Aspettando il sole e la fiction Tutti pazzi per amore, il cui successo gli dona notorietà nazionale. Nel 2009 è il protagonista del film Una notte Blu Cobalto, e nello stesso periodo riappare sul grande schermo con Feisbum - Il film, pellicola in otto episodi ispirata al social network Facebook. Sempre nel 2009 è in Baarìa di Giuseppe Tornatore. Nel 2011 è protagonista del film I più grandi di tutti di Carlo Virzì, con Claudia Pandolfi e Alessandro Roja. Nel 2012 prende parte, in un piccolo ruolo, al film To Rome with Love, di Woody Allen. Nel 2014 è fra i protagonisti di Scusate se esisto! di Riccardo Milani, con Paola Cortellesi e Raoul Bova.
Negli anni sviluppa, contemporaneamente alla carriera di attore, un'attività di regista di documentari e videoclip con la ClubSilencio, casa di produzione da lui fondata insieme col socio Gaspare Pellegrino. Nell'inverno del 2013 è stato nuovamente assistente alla regia di Paolo Virzì nel film Il capitale umano. Nel 2013 ha condotto, su Dove TV, il programma Conosco un posticino, di cui è anche autore, sostituendo il precedente conduttore Riccardo Rossi. Nel 2014 ha pubblicato il suo primo romanzo, Un giorno sarai un posto bellissimo, edito da Baldini+Castoldi. Nel 2018 ha pubblicato il suo secondo romanzo, L'amore capovolto, edito da Rizzoli. Nel 2021 ha pubblicato il suo terzo romanzo, L'ultimo lupo, edito da Rizzoli.

## Filmografia

### Attore

#### Cinema
- My Name Is Tanino, regia di Paolo Virzì (2002)
- Perdutoamor, regia di Franco Battiato (2003)
- Caterina va in città, regia di Paolo Virzì (2003)
- Alla luce del sole, regia di Roberto Faenza (2004)
- Agente matrimoniale, regia di Christian Bisceglia (2006)
- Aspettando il sole, regia di Ago Panini (2008)
- Il mattino ha l'oro in bocca, regia di Francesco Patierno (2008)
- Chi nasce tondo..., regia di Alessandro Valori (2008)
- Una notte blu cobalto, regia di Daniele Gangemi (2009)
- Maledetto tag, episodio di Feisbum - Il film, regia di Dino Giarrusso (2009)
- Viola di mare, regia di Donatella Maiorca (2009)
- Baarìa, regia di Giuseppe Tornatore (2009)
- I più grandi di tutti, regia di Carlo Virzì (2011)
- Si può fare l'amore vestiti?, regia di Dario Acocella (2012)
- To Rome with Love, regia di Woody Allen (2012)
- Amiche da morire, regia di Giorgia Farina (2013)
- Un fidanzato per mia moglie, regia di Davide Marengo (2014)
- Scusate se esisto!, regia di Riccardo Milani (2014)
- Era bellissima, regia di Max Croci – cortometraggio (2015)
- La leggenda di Bob Wind, regia di Dario Baldi (2016)
- Attesa e cambiamenti, regia di Sergio Colabona (2016)
- Quel bravo ragazzo, regia di Enrico Lando (2016)
- Non c'è campo, regia di Federico Moccia (2017)
- Stai calmo - Stai sereno (2019)
- Il diritto alla felicità, regia di Claudio Rossi Massimi (2021)
- Tapirulàn, regia di Claudia Gerini (2022)
- Questa notte parlami dell'Africa, regia di Carolina Boco e Luca La Vopa (2022)
- Beata te, regia di Paola Randi (2022)
- Un weekend particolare , regia di Gianni Ciuffini (2023)
- La primavera della mia vita, regia di Zavvo Nicolosi (2023)
- Il ragazzo dai pantaloni rosa, regia di Margherita Ferri (2024)
- Fuori, regia di Mario Martone (2025)
- Spiaggia di Vetro, regia di Will Geiger (2025)

#### Televisione
- Cefalonia, regia di Riccardo Milani – miniserie TV (2005)
- Il commissario De Luca, regia di Antonio Frazzi – miniserie TV (2007)
- Tutti pazzi per amore, regia di Riccardo Milani e Laura Muscardin – serie TV (2008-2009)
- Tutti pazzi per amore 2, regia di Riccardo Milani e Laura Muscardin – serie TV (2010)
- Le cose che restano, regia di Gianluca Maria Tavarelli – miniserie TV (2010)
- Mia madre, regia di Ricky Tognazzi – miniserie TV (2010)
- La nuova squadra: Spaccanapoli – serie TV (2011)
- Tutti pazzi per amore 3, regia di Laura Muscardin – serie TV, episodi 1 e 26 (2011)
- Di padre in figlia, regia di Riccardo Milani – serie TV (2017)[1]
- Questo nostro amore 80, regia di Luca Ribuoli – serie TV (2018)[2]
- La concessione del telefono - C'era una volta Vigata – film TV, regia di Roan Johnson (2020)
- Anna, regia di Niccolò Ammaniti – miniserie TV, puntate 1-2 (2021)
- Tutta colpa della fata Morgana, regia di Matteo Oleotto – film TV (2021)
- Vanina - Un vicequestore a Catania, regia di Davide Marengo – serie TV (2024-in corso)
- Maschi veri, regia di Matteo Oleotto e Letizia Lamartire – serie TV (2025)

#### Videoclip
- Ciao per sempre di Levante (2015)
- Giorni buoni di Dimartino (2019)

### Regista

#### Videoclip
- Let Me Be dei Waines (2009)
- Wooooo dei Waines (2010)
- D'estate di Alessandro D'Orazi (2010)
- Delicatamente dei MinikBros (2009)
- Tutti Matti di Daniele Silvestri (2019)
- Ti Ti Ti di Angelo Daddelli & i Picciotti (2020)

#### Documentari
- Isola femmina, co-regia con Gaspare Pellegrino – documentario (2005)
- Se penso a casa, co-regia con Gaspare Pellegrino – documentario (2010)
- La linea della palma, co-regia con Gaspare Pellegrino – documentario (2012)
- Memoria notturna – documentario (2015)

## Programmi televisivi
- Conosco un posticino (Dove TV, 2013) – Autore e Conduttore

## Opere
- Un giorno sarai un posto bellissimo – romanzo – Baldini&Castoldi, 2014; vince il Premio Letterario Hermann Geiger 2015, indetto nell'ambito del festival CecinAutori di Cecina.
- L'amore capovolto – romanzo – Rizzoli, 2018, ISBN 9788817099455
- L'ultimo lupo – romanzo – Rizzoli, 2021, ISBN 9788817157469

## Riconoscimenti
- Premio Guglielmo Biraghi per My Name Is Tanino e per Perduto amor (2004)
- Premio come Miglior regia al Premio Italiano Videoclip Indipendente (Meeting degli Indipendenti di Faenza) per il videoclip Let me be (2009)